# Ермолаев, Борис Михайлович
Бори́с Миха́йлович Ермола́ев (1934—2001) — советский и российский художник декоративно-прикладного искусства, специалист по палехской лаковой миниатюре. Член Союза художников СССР (1960). Заслуженный художник РСФСР (1967). Народный художник РСФСР (1974).

## Биография
Родился 5 октября 1934 года в селе Пустынь, Ивановской области.
С 1949 по 1954 годы обучался в Палехском художественном училище имени А. М. Горького, его учителями были такие педагоги как Н. М. Зиновьев, А. В. Котухин, И. П. Вакуров, Н. А. Правдин и Д. Н. Буторин.
С 1954 года художник Палехских художественно-производственных мастерских Художественного фонда СССР. Помимо творчества занимался преподавательской деятельностью, преподаватель Палехского художественного училища имени А. М. Горького.
С 1954 года участник зональных и республиканских художественных выставок.
Основные художественные работы Б. М. Ермолаева это пластины, пудреницы, шкатулки, ларцы и посуда: 1952 год — «Репка», 1954 год — «Иван Сусанин» и «Каменный цветок», 1959 год — «Снегурочка». Шкатулка, «Тихий Дон» и «Царевна-лягушка», 1962 год — «Сказка о коне из чёрного дерева» и «Сказка об Али-египтянине», 1967 год — «Разгром», 1968 год — «Арабские сказки», 1973 год — «Гулянье молодёжи», «Сев», «Строительство дома», «Марш энтузиастов» и «На речке», 1975 год — «Первомайское празднество в Палехе», 1980 год — «Куликовская битва», 1981 год — «Русские былины», 1982 год — «Сказка о Золотом петушке», 1984 год — «Богатырь Зелёный», «Былины», «Вольга и Микула Селянинович» и «Всадник на белом коне», 1989 год — «Золотой петушок», «Лад» и «Песнь Яриле», 1990 год — «Рассказы про войну» и «Руслан и Людмила», 1991 год — «Архангел Михаил», 1992 год — «Вольга и Микула Селянинович», «Добрыня Никитич и Змей», «Илья Муромец и Калин-царь», «Илья Муромец и Сокольник», «Илья Муромец и Соловей-разбойник», «Русские песни и пляски», 1998 год — «Гайдар», «Железный поток» и «Земля Русская». Б. М. Ермолаев работал и в монументальной и в театрально-декорационной живописи: занимался художественным оформлением киноконцертного зала в московской гостинице «Россия», дворцов пионеров в Иваново и Орле, занимался художественными эскизами декораций и костюмов к опере «Сказка о царе Салтане» Н. А. Римского-Корсакова для Куйбышевского областного театра оперы и балета.
Произведения Б. М. Ермолаева хранятся в различных музеях и галереях России и зарубежья: Государственный музыкально-педагогический институт имени М. М. Ипполитова-Иванова, Ивановский областной художественный музей, Государственный Русский музей, Государственный исторический музей, Всероссийский музей декоративно-прикладного и народного искусства, Государственный центральный музей современной истории России, Российский этнографический музей, Курская государственная картинная галерея имени А. А. Дейнеки и Казахская государственная художественная галерея имени Т. Г. Шевченко.
С 1960 года Б. М. Ермолаев является членом Союза художников СССР. С 1970 по 1978 годы председатель правления Палехской организации Союза художников РСФСР. С 1980 года — секретарь Правления Союза художников РСФСР и член Правления Союза художников СССР. Б. М. Ермолаев был членом редколлегии журнала «Декоративной искусство СССР» и председателем Комиссии по народному искусству Союза художников РСФСР.
В 1970 году «за серию работ, посвящённых В. И. Ленину, Родине, комсомолу» Б. М. Ермолаеву была присвоена Премия Ленинского комсомола в области искусства.
В 1967 году Указом Президиума Верховного Совета РСФСР Б. М. Ермолаеву было присвоено почётное звание Заслуженный художник РСФСР, в 1974 году — Народный художник РСФСР.
Умер 2 декабря 2001 года в посёлке Палех, похоронен в селе Пустынь, Ивановской области.

## Награды
- Медаль Пушкина (4 июня 1999) — в ознаменование 200-летия со дня рождения А. С. Пушкина, за заслуги в области культуры, просвещения, литературы и искусства[6]
- Народный художник РСФСР (1974) — за большие заслуги в области искусства
- Заслуженный художник РСФСР (1967)

### Премии
- Премия Ленинского комсомола в области искусства (1970 — «за серию работ, посвящённых В. И. Ленину, Родине, комсомолу»